# Golice (województwo mazowieckie)
Golice – wieś w Polsce położona w województwie mazowieckim, w powiecie siedleckim, w gminie Siedlce. Ma status sołectwa. Leży 5 km na północny wschód od centrum Siedlec. 
Wieś szlachecka Golica położona była w drugiej połowie XVI wieku w ziemi łukowskiej województwa lubelskiego. 
W roku 1836 dobra Golic oddzielono od dóbr rządowych Siedlec i nadano je majorowi Janowi Puszczynowi. 
W latach 1954–1958 wieś należała i była siedzibą władz gromady Golice, po jej zniesieniu w gromadzie Żabokliki. W latach 1975–1998 miejscowość administracyjnie należała do województwa siedleckiego.
Wierni Kościoła rzymskokatolickiego należą do parafii św. Maksymiliana Marii Kolbego w Siedlcach.
W Golicach znajduje się Zespół Oświatowy. Przebiega tędy droga powiatowa Siedlce–Korczew i droga powiatowa do Błogoszczy.